# スンダイボイノシシ
スンダイボイノシシ（学名：Sus verrucosus）は、イノシシ科イノシシ属に分類される偶蹄類。

## 分布
- S. v. blouchi

インドネシア（バウェアン島）固有亜種
- S. v. verrucosus

インドネシア（ジャワ島、マドゥラ島）固有亜種

## 形態
体長90-160cm。尾長15-40cm。体高60-85cm。最大体重185kg。背面は赤や黄色の先端が黒い体毛、腹面は黄色い体毛で覆われる。頸部背面は黒く長い鬣状の体毛で被われる。鼻面から側頭部にかけて赤褐色や黄褐色の筋模様が入る。
頭部は非常に長い。耳介は大型で、体毛が無く皮膚が露出する。四肢はやや長い。

## 分類
- Sus verrucosus blouchi
- Sus verrucosus verrucosus

## 生態
チークからなる森林、チガヤからなる草原、沼沢林、マングローブ林、農耕地などに生息する。オスは単独で生活し、メスと幼獣は4-6頭からなる群れを形成し生活する。
繁殖形態は胎生。1-3月に3-9頭の幼獣を産む。寿命は8-14年と考えられている。

## 人間との関係
農作物を食害する害獣とみなされることもある
開発による生息地の破壊、乱獲や害獣としての駆除、イノシシとの競合などにより生息数は激減している。